# المدرسة الأرمنية الإنجيلية المركزية العالية
المدرسة الأرمنية الإنجيلية المركزية العالية  (بالأرمنية: Հայ Աւետարանական Կեդրոնական Բարձրագոյն Վարժարան) تعتبر واحدة من أقدم وأشهر المدارس الأرمنية في لبنان، وقد تأسست في العام 1922 في مخيم للاجئين بمبادرة من القس يينوفك حديان. وانتقلت المدرسة إلى موقعها الحالي في  الأشرفية  شرق  بيروت بعد عشر سنوات.
ويترأس المدرسة حاليًا السيدة مارال دييرمنجيان (2007- حتى الآن).

## التاريخ
بعد الإبادة الجماعية للأرمن، حاول الأرمن الذين لجأوا إلى الشواطئ الشرقية  للبحر الأبيض المتوسط إحياء الحياة ذات الطابع الأرمني في أرض أجنبية عنهم، وقد كان القس يينوفك حديديان من أوائل المبعوثين لهذه المهمة المقدسة وعمل على بناء مدرسة ابتدائية لتساهم في تكوين عائلة أرمنية صغيرة تتلقى تعليمًا إنجيليًا من أجل إنشاء أجيال أرمنية جديدة. وفي تاريخ 16 أيار عام 1922، بدأ أول فرع للمدرسة عمله في كوخ تحت اسم مخيم أضنه في بيروت.
في عام 1922، تم إنشاء مدرسة إنجيلية ثانية في مخيم اسكندرون المجاور. وفي العام 1924، تم توحيد المدرستين تحت اسم المدرسة الأرمنية الإنجيلية للبنين والبنات، وقد حصلت على الترخيص في عام 1925. وتم بناء مبنى جديد ليكون كنيسة وفصل دراسي في منطقة الأشرفية بفضل تبرع قدمه القس هنري ريج في ذكرى وفاة زوجته وابنته.
وقد خضعت المدرسة خلال السنوات الممتدة بين الأعوام 1943-50 إلى تغييرات شملت التالي:
- أصبحت مدرسة ثانوية كاملة مع 11 عامًا دراسيًا بعد 3 سنوات من مرحلة  رياض الأطفال.

- أنشأت مكتبتها الخاصة في حدود الإمكانيات المتاحة.

- زودت المختبر المتواضع بثلاث أقسام شملت الفيزياء والكيمياء والأحياء.

- أنشأت جوقة مدرسة ثانوية بمستوى جيد.

- أطلقت تقليد الأيام السنوية الميدانية.

- بدأت نشر الكتاب السنوي للمدرسة Arpi.

- تنظيم اجتماعات بين الآباء والمعلمين وندوات تدريبية للكادر التدريسي.

توالت إنجازات المدرسة لتشمل إنشاء أول فصل دراسي ثانوي في العام الدراسي 1944-1945. ومنذ ذلك اليوم، أطلق على المدرسة اسم المدرسة الأرمنية الإنجيلية المركزية العالية.
في عام 1965، بدأت المدرسة تنفيذ البرنامج التعليمي الحكومي الرسمي بمستويات امتحانه الثلاثة والتي تشمل شهادة مرحلة الصف السادس وشهادة مرحلة الصف التاسع والبكالوريا الأولى والثانية للصفوف 11 و 12.
في عام 1969، تم الانتهاء من بناء مبنى رياض الأطفال والمرحلة الابتدائية والذي شمل قاعة تذكارية مخصصة لضحايا حادث حصل خلال رحلة مدرسية وقعت في تاريخ 1 نيسان عام 1960 أدى إلى وفاة 3 معلمين و18 طالبًا.
وتم تأسيس الصف الثاني عشر خلال العام الدراسي 1976-1977.
احتفلت المدرسة بالذكرى الستين لتأسيسها في عام 1982 من خلال فعاليات تذكارية، واحتفلت كذلك في عام 1987 بالذكرى الخامسة والستين بحفل من الفنون المسرحية. وفي الذكرى السبعين، تم إصدار ألبوم صور للذكرى. وفي عام 2002، شارك رؤساء كنائس وقادة مجتمع محلي ووزراء وممثلون أكاديميون ومدراء مدارس أسرة المدرسة وخريجيها في اليوبيل الكبير للذكرى السنوية الثمانين.

## المدراء
2007-إلى الآن: مارال دييرمنجيان
1997-2007: سونيا سيسليان
1997-1988: سونا ناشيان
1981-1988: أرتون هامليان
1975-1981: ارام بولغورجيان
1969-1975: هوفانس هافونجيان
1965-1969: هاكوب لوساريان
1960-1965: القس ديكران خنتروني
1959-1960: هاكوب بوجيكانيان
1958-1959: لوسين كوركيان ومانسه شنورهوكيان
1956-1958: بدروس هاجوبيان
1950-1956: كيغام ميسيسيان
1946-1950: منسى شنورهوكيان
1943-1946: القس ييفارت توفماسيان
1942-1943: أراكسي بولاديان
1938-1942: هاكوب بوجيكانيان
1936-1938: أراكسي بولاديان
1935-1936: القس هيغزون غزاريان
1931-1935: جورج جيدزاجيان
1930-1931: مكروحي قرابيديان
1929-1931: هاروتيون حميانط
1928-1929: سينيم ساتجيان
1922-1928: جميلة كارداشيان